# 姜澄宇
姜澄宇（1947年—），男，中国机械工程专家，教授，博士生导师。

## 生平
1988年获得南京航空航天大学博士学位。曾任南京航空航天大学机械工程系系主任、副校长、党委书记、校长，2001年3月到2013年1月任西北工业大学校长。

## 社会兼职
曾兼任以下职务：
- 中国航空学会副理事长
- 中国宇航学会副理事长
- 中国机械工程学会常务理事
- 国家科技奖评审专家
- 教育部科技委学部委员兼工程技术二部常务副主任

## 奖项和荣誉
获1项国家技术发明二等奖，1项国家科技进步二等奖，1项国家教学成果一等奖，3项省部级科学技术奖一等奖、5项二等奖，获授10项国家发明专利。曾获俄罗斯航宇学院“科罗廖夫”勋章和香港理工大学“大学院士”荣誉。在国内外刊物上发表近160篇论文。